# Morella pubescens
El laurel de cera (Morella pubescens) es una especie de árbol de la familia Myricaceae, que se encuentra desde Costa Rica hasta Bolivia, entre los 1500 y 3900 m s. n. m.

## Descripción
Alcanza 8 a 16 m de altura y una copa de 7 m de diámetro. Tronco de hasta 20 cm de diámetro. Hojas verdes de al menos 7 cm de longitud, con pequeñas glándulas con una sustancia aromática. Flores de 2 mm de color castaño rojizo o amarillento. Frutos de 5 mm de diámetro, con gránulos de cera de olor agradable.

## Usos
La cera de los frutos sirve para hacer velas. Industrialmente se usa para fabricar barnices y betunes. Por sus raíces profundas se siembra para rehabilitar áreas degradadas y evitar la erosión en terrenos pendientes.